# Archibasis melanocyana
Archibasis melanocyana är en trollsländeart som först beskrevs av Selys 1877.  Archibasis melanocyana ingår i släktet Archibasis och familjen dammflicksländor. Inga underarter finns listade i Catalogue of Life.